# Darjeeling
Darjeeling je grad u indijskoj državi Zapadnom Bengalu. 
Grad ima 107.530 stanovnika (2001.).
Darjeeeling je međunarodno poznat po svojoj proizvodnji čaja i po brdskoj željezničkoj pruzi engl. Darjeeling Himalayan Railway koja je dio Svjetske baštine pod zaštitom UNESCO-a. Darjeeling je poznat i po tome što je Majka Terezija 1929. godine započela novicijat u tome gradu.